# NTV (Chile)
NTV es un canal de televisión pública chileno de programación educativa y cultural enfocado para un público infantil y juvenil. Es propiedad del Estado por medio de Televisión Nacional de Chile. Inició sus transmisiones el 8 de agosto de 2021.
NTV transmite desde el Edificio Corporativo de Televisión Nacional de Chile ubicado en Providencia, y es administrado bajo el mismo esquema, que consiste en un directorio nombrado en acuerdo entre el presidente de la República y el Senado cada cuatro años. A diferencia de su señal madre, su financiamiento es distinto al del patrimonio de TVN, ya que proviene directamente del Estado mediante una única provisión de fondos establecida por la ley 21 085, que fueron entregados por la Dirección de Presupuestos; como consecuencia, NTV no emite publicidad pagada ni tiene vínculos comerciales, en contraste a los demás servicios operados por TVN que deben autofinanciarse por medio de la emisión de publicidad, como establece la legislación.

## Historia

### Proyectos anteriores
NTV posee un precedente en tres proyectos anteriores relacionados con una "señal 2" de TVN: el primer antecedente se remonta a su segunda señal, que tuvo una programación alternativa y transmitió desde 1986 hasta 1990, cuando fue privatizado; el segundo, el canal infantil TVN Kids, que emitió exclusivamente vía streaming entre 2017 y 2018; y, finalmente, la creación de TV Educa Chile, que emitió temporalmente entre 2020 y 2021 producto de la pandemia de coronavirus en Chile. Esta última es el precedente directo de NTV, debido al éxito de sus contenidos.

### Antecedentes
El 27 de octubre de 2008, durante el primer gobierno de Michelle Bachelet, fue presentado un proyecto de ley para modificar la ley 19.132 de Televisión Nacional de Chile, ya que el cuerpo legal que rige a esta empresa autónoma del Estado no tenía modificaciones legales desde su primera promulgación en 1992; dentro de los cambios, se le asignó a TVN una misión pública que incluye —entre otros— promover y difundir la cultura, la educación, la identidad nacional y las identidades regionales o locales, la multiculturalidad, el respeto y cuidado del medio ambiente, la tolerancia y la diversidad. 

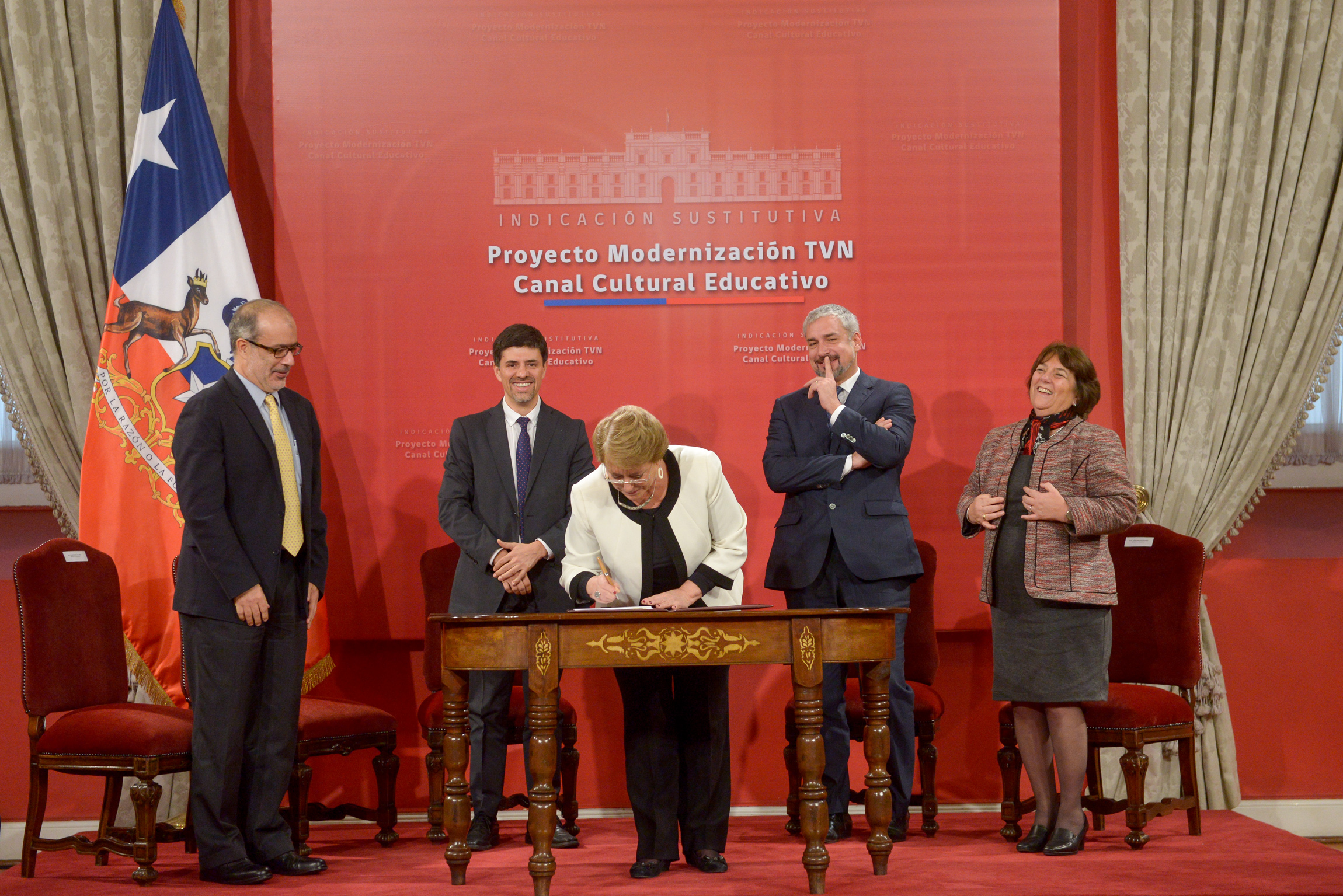
La presidenta Michelle Bachelet junto a autoridades de TVN firma la indicación sustitutiva del proyecto de ley para la creación del Canal Cultural Educativo en mayo de 2016.

Sin embargo, la iniciativa presidencial de ese entonces no contemplaba la creación de una señal exclusiva; tras el anuncio de Bachelet en la cuenta pública de mayo de 2015, el 19 de mayo de 2016 fueron presentadas las indicaciones que derivarían en la ley 21.085, la que estableció la creación de un canal cultural con un financiamiento inicial de USD$25.000.000.
 

Después de un largo debate, fuertemente marcado por la crisis financiera de TVN y variados intentos de veto y amenazas de rechazo al texto presentado,  la ley fue aprobada en marzo de 2018 durante el segundo gobierno de Sebastián Piñera, y define a la nueva señal cultural en los siguientes términos:
"Televisión Nacional de Chile, mientras cuente con una concesión, deberá transmitir, mediante una señal televisiva especial, de libre recepción y distinta de la principal, contenidos educativos, culturales, tanto en su dimensión nacional como regional y local, tecnológica, científica e infantil. Esta señal de libre recepción deberá destinarse íntegramente a la transmisión de los referidos contenidos, especialmente de aquellos de producción nacional, y deberá cumplir las mismas condiciones de cobertura que su señal principal. La señal a que se refiere este artículo deberá contar con un presupuesto separado de las demás operaciones de la empresa, de conformidad con los términos contenidos en los incisos segundo a cuarto del artículo 11 de la ley N° 18.196, de normas complementarias de administración financiera, personal y de incidencia presupuestaria." 
Finalmente, para financiar su implementación y puesta en marcha, se contempló un aporte exclusivo de capital de hasta USD$18.000.000, (dieciocho millones de dólares estadounidenses) el cual se sumó a una capitalización para la señal matriz de TVN por USD$47.000.000 (cuarenta y siete millones de dólares estadounidenses).
A pesar de los aportes comprometidos por ley para la creación de la señal, los equipos de trabajo no realizaron uso de ellos ni efectuaron avances para su puesta en marcha. Ello, dada la crisis presupuestaria que el canal venía arrastrando durante la segunda mitad de la década de 2010: una de las principales problemáticas que surgieron tuvieron relación con la incertidumbre sobre el financiamiento posterior de la señal una vez lanzada, ya que por ley y a diferencia de la señal madre de TVN, esta no puede incluir publicidad.

### TV Educa Chile
Debido a la suspensión de las clases presenciales en todo el territorio nacional debido a la pandemia de COVID-19, el Ministerio de Educación, el Consejo Nacional de Televisión y las cadenas de televisión agrupadas en la Asociación Nacional de Televisión (Anatel) y la Asociación Regional de Canales de Televisión de Señal Abierta (Arcatel) lanzaron el canal TV Educa Chile con el propósito de brindar contenidos de entretención educativa orientados a la población escolar del país y sus familias.Dicha señal finalizaría sus transmisiones una vez que acabase la pandemia. 
En una encuesta realizada por el CNTV en mayo de 2020, el 86 % de las personas declaró que esperaba que TV Educa Chile continuase su transmisión después de la pandemia. Debido al éxito y a las altas cifras de audiencia, el 24 de junio se anunció que la señal extendería sus transmisiones hasta el 14 de septiembre, tres meses más de lo planeado, coincidiendo con la fecha en que finalizaría de forma preliminar el Estado de Catástrofe Nacional en Chile. Asimismo, el 12 de julio se reveló que el directorio de Televisión Nacional de Chile evaluaría asumir la dirección de contenidos de TV Educa Chile para transicionar dicha señal hacia el nuevo canal cultural.

### Lanzamiento de NTV
El 17 de marzo de 2021, el presidente Sebastián Piñera confirmó en un anuncio que TV Educa Chile se transformará en el canal cultural de TVN, el que mantendrá los contenidos educativos y familiares para seguir apoyando la educación a distancia de los menores de 17 años. También se informó que se llegó a un acuerdo con ANATEL para que los contenidos de otros canales continúen siendo emitidos en la señal.
TVN dio a conocer el nombre e imagen corporativa de NTV el 29 de julio de 2021, en el canal 7.2 de la TDT, fijando su estreno el 8 de agosto, en el marco del día del niño y la niña. Tal como fue anunciado previamente, la señal mantendrá algunos contenidos de su programación, además de ir agregando otros como, por ejemplo, la serie Dinoexploradores para el día de su estreno.

## Programación
La programación de NTV comienza desde las 6 de la mañana y finaliza pasada de la medianoche de lunes a domingo. La parrilla consiste en varios bloques y tipo de series dedicado a niños, niñas y a la familia, segmentado por edades.
- Primera infancia: Bloque de programación que va a dirigido a niños y niñas entre 2 a 6 años. El horario se divide desde las 6:00 hasta las 14:30.
- Segunda infancia: Bloque de programación que va a dirigido a niños y niñas entre 7 a 12 años. El horario se divide desde las 14:30 hasta las 22:00.
- Adulto familiar: Bloque de programación dedicado al público familiar. El horario se divide desde las 22:00 hasta la medianoche.

A agosto de 2022, a un año de su lanzamiento, el canal ha estrenado 184 programas o 742 horas de programación en sus distintos bloques: de ellos, el 89% (164 programas) corresponden a producción nacional y el 11% a producción internacional (20 programas). Los contenidos se dividen según su procedencia:
- 34% son programas producidos especialmente para NTV (producción interna, externa y coproducciones).
- 21% son de envasado nacional (pagos por licencias de exhibición).
- 17% pertenece a la librería de CNTV Infantil.
- 16% corresponde a donaciones (producidos especialmente, pero sin costo para la señal).
- 12% son de la librería de TVN con repetición en NTV.

De las 742 horas de programación en este primer año al aire, 522 horas (70%) corresponden a programas familiares y 220 horas (30%) a infantiles.